# 小行星4581
小行星4581（4581 Asclepius）是一颗围绕太阳公转的小行星。1989年3月31日，亨利·E·霍爾特、諾曼·G·托馬斯在帕洛马山发现了此天体。
这颗小行星的绝对星等为255.3023486711961等。